# 山本幸男
山本 幸男（やまもと ゆきお、1939年（昭和14年）9月21日 - 2019年（平成31年）1月4日）は、日本の政治家。警察官。鳴門市長。徳島県鳴門市出身。

## 経歴
1965年、京都大学法学部卒業。同年に警察庁入庁。大阪府警察・警察庁公安第一課・北海道警察・福井県警察・警視庁公安部を経て1973年に退官。1974年、サンカラー代表取締役社長に就任。
1995年、鳴門市長選に当選し1999年まで務める。